# Manuel González González (catedrático)
Manuel González González (Beba, Mazaricos, 25 de octubre de 1951) es catedrático de Filología Románica de la Universidad de Santiago de Compostela y coordinador científico del Centro Ramón Piñeiro para la Investigación en Humanidades.

## Biografía
Se licenció en la Universidad de Santiago de Compostela en 1974 con la memoria A fala do Incio (El habla del Incio), y se doctoró en la misma Universidad en 1980 con la tesis O xugo e o carro: contribución ó estudio das denominacións dos apeiros de labranza en Galicia (El yugo y el carro: contribución al estudio de las denominaciones de los aperos de labranza en Galicia).
Desde el momento de su incorporación como docente a la Universidad de Santiago de Compostela, se dedica a las investigaciones de los problemas Lingüísticalingüísticos y sociológicos de Galicia, especialmente en la dialectolgía y en la geografía lingüística, trabajo en el que destaca el Atlas Lingüístico Galego (del que es coautor), así como su colaboración en el  Atlas Lingüístico de España y Portugal y en el Atlas Lingüístico Románico.
Fue coordinador del Diccionario Manual da Lingua Galega (1991) y codirector, con Constantino García, del Diccionario da Real Academia Galega (1997). En colaboración con Antón Santamarina Fernández fue el responsable del Diccionario inverso da lingua galega (1990) y del Vocabulario ortográfico da lingua galega (VOLGa), su obra más relevante.
Formou parte de las comisiones que redactaron las Bases prá unificación das normas lingüísticas do galego (1977) y las Normas Ortográficas e Morfolóxicas do Idioma Galego (1982 y 2003). 
Presidió la Comisión Técnica que redactó el Plan Xeral de Normalización da Lingua Galega (PXNLG), aprobado en septiembre de 2004.
Fue nombrado académico numerario de la Real Academia Galega en 1992, institución de la que fue secretario, a la vez que dirige los Seminarios de Sociolingüística y de Lexicografía de la Academia. 
Asimismo, es director del Servizo de Terminoloxía de Galicia (Servicio de Terminología de Galicia) y es el coordinador científico del Centro Ramón Piñeiro para la Investigación en Humanidades.
Fue codirector, con Antón Santamarina Fernández, del Dicionario da Real Academia Galega de 2012.
También fue uno de los tres coordinadores del Dicionario de Bioloxía galego-castelán-inglés.

## Reconocimientos
- Medalla de Bronce de Galicia en 1992.
- Premio Lois Peña Novo en 2018.